# Zastosowanie technologii blockchain w wyborach
Zastosowania technologii blockchain w wyborach – dzięki swojej decentralizacji, audytowalności, łatwym dostępie online i szybkości przekazywania informacji blockchain ma szerokie zastosowanie w procesie wyborów.

## Zastosowania blockchain
W poniższych przykładach zostało przyjęte założenie, że do obsługi głosowania używa się klonu bitcoin z już wygenerowaną liczbą tokenów równą liczbie osób uprawnionych do głosowania – VoteCoin. Najmniejszą możliwą jednostką, możliwą do przeniesienia między portfelami jest 1 VoteCoin i możliwość tworzenia nowych VoteCoin jest niemożliwa.

### Wybory jawne bezpośrednie
Przed wyborami następuje rejestracja osób uprawnionych do głosowania poprzez podanie adresu portfela organowi organizującemu wybory. Po zakończeniu rejestracji, każda osoba uprawniona do głosowania otrzymuje po jednym VoteCoin. Uzyskany VoteCoin może przelać na portfel kandydata którego wspiera oddając jednocześnie swój głos na niego.

### Wybory jawne elekcyjne
W tej formie wyborów zamiast głosować na swojego kandydata głosuje się na osobę uprawnioną do jego wyboru (podobnie do Kolegium Elektorów Stanów Zjednoczonych w USA). Elektorzy wybrani w takim głosowaniu mogą przekazać uzyskane głosy. Po wybraniu elektorów następują trzy kolejne kroki:
1. Przegrani elektorowie wypalają wszystkie swoje tokeny
2. Wybrani elektorowie wypalają wszystkie swoje tokeny oprócz jednego
3. Wybrani elektorowie przekazują swój token na swojego kandydata[2][3]

## Niejawność wyborów
Dzięki swojej audytowalności blockchaina organizator wyborów jest w stanie wyśledzić całą historię pojedynczego VoteCoin. Niestety nie jest to zawsze pożądana sytuacja np. podczas wyborów prezydenckich w Polsce, gdzie wybory są niejawne. W celu osiągnięcia niejawności wyborów informacja o właścicielu portfela musi pozostać tajna. Taki scenariusz jest możliwy poprzez usunięcie tej informacji w trakcie rejestracji.

## Zalety wykorzystania blockchain w wyborach
- Dzięki swojej decentralizacji i zastosowanych technologiach kryptografii klucza publicznego, nie są możliwe jakiekolwiek próby fałszowania czy też edycji głosów;
- Śledzenie wyników wyborów może być wykonywane w czasie rzeczywistym;
- Łatwość oddania głosu z całego świata przez internet;
- Możliwość zmiany głosu, aż do zamknięcia głosowania[4].

## Kraje korzystające z blockchain podczas wyborów

### Estonia
W 2005 r. Estonia jako pierwszy kraj na świecie przeprowadziła ogólnokrajowe wybory przy użyciu metody i-Voting, a w 2007 r., jako pierwszy kraj, wykorzystała i-Voting w wyborach parlamentarnych. Głosowanie internetowe lub inaczej i-Voting to system, który pozwala wyborcom oddawać swoje karty do głosowania z dowolnego komputera podłączonego do internetu w dowolnym miejscu na świecie. Klasyczne systemy głosowania używane w większości krajów, wykorzystują kosztowne i problematyczne maszyny lub ogromną liczbę roboczogodzin; estońskie rozwiązanie całkowicie eliminuje ten problem. I-Voting oszczędził już ponad 11 000 dni roboczych podczas przeprowadzania wyborów.
W wyznaczonym okresie głosowania wstępnego wyborca loguje się do systemu za pomocą karty identyfikacyjnej lub identyfikatora mobilnego i oddaje kartę do głosowania. Tożsamość wyborcy jest usuwana z karty do głosowania, zanim dotrze ona do Państwowej Komisji Wyborczej w celu obliczenia, co zapewnia anonimowość.
W przypadku każdej metody głosowania na odległość, w tym także tradycyjnego głosowania pocztowego, istnieje możliwość wymuszenia lub wykupienia głosów. Estońskie rozwiązanie umożliwieniu wyborcom ponowne logowanie się i głosowanie tyle razy, ile chcą. Każdy głos anuluje poprzedni, co zapobiega takim procederom.

## Przykładowe systemy głosowania wykorzystujące blockchain
- Ballotchain – podstawową ideą rozwiązania jest dopasowanie transakcji Bitcoin do głosu oddanego przez elektora na kandydata wybranego przez wyborcę. Dlatego każdy głos korzysta z cech transakcji Blockchain, a mianowicie: Nie można jej modyfikować; Jest niezaprzeczalna; Nie można go zarejestrować na wiele sposobów; Wszystkie węzły posiadają ważną kopię. W praktyce wyborca oddaje swój głos, przekazując Ballotcoin (niewielką ilość kryptowaluty według uznania) do portfela swojego kandydata[6].
- Polys – system głosowania online oparty na technologii blockchain i wspierany przez przejrzyste algorytmy kryptograficzne. Składa się z aplikacji internetowej do tworzenia i utrzymywania głosów oraz aplikacji do głosowania[7].
- Voatz – mobilna platforma wyborcza, która umożliwia obywatelom głosowanie bez konieczności odwiedzania lokalu wyborczego lub przesyłania papierowej karty do głosowania pocztą. Voatz wykorzystuje funkcje bezpieczeństwa wbudowane w najnowsze wersje technologii smartfonów, dane biometryczne i niezmienność łańcucha bloków, aby zapewnić bezpieczeństwo każdego głosowania. Wszystkie głosy oddane na platformie Voatz generują papierową kartę do głosowania do tabeli, wraz z pokwitowaniem dla wyborców w celu weryfikacji dokonanego wyboru. Od czerwca 2016 r. Na platformie Voatz oddano ponad 110 000 głosów w ponad 67 wyborach[8]. Voatz ma szerokie doświadczenie w pracy zarówno z głównymi partiami politycznymi, jak i państwami, miastami, uniwersytetami, kościołami i związkami, a wszystko po to, aby głosowanie było bezpieczne, wygodne i niezawodne.